# Saint Piran
Saint Piran, ou Peran, est un moine breton du VIe siècle, formé au monastère gallois de Llanilltud Fawr, et le saint patron de Cornouailles. Fête le 5 mars.

## Noms de lieu
Il a  donné son nom 
- à Porthpyran en Cornouailles, en anglais Perranporth
- à la paroisse de Saint-Péran en Ille-et-Vilaine.

Un oratoire de saint Péran (ou Piran) existe à Trézilidé (Finistère).

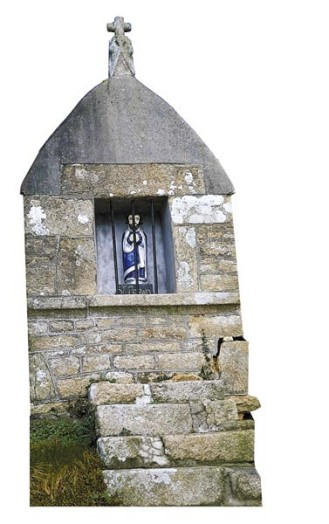
L'oratoire de saint Péran à Trézilidé.

## Bannière de Saint Piran

Drapeau de saint Piran

Le drapeau de Cornouailles est également appelé drapeau de saint Piran : il s'agit d'une croix blanche sur fond noir, les mêmes couleurs mais inversées que l'ancien drapeau breton, qui était une croix noire sur fond blanc.

## Saint Piran à la Vallée des Saints
La statue de saint Piran est la centième à être mise en place à la Vallée des Saints en juillet 2018 après être venue en bateau de la Cornouailles anglaise.